# Giovanni Paolo Oliva

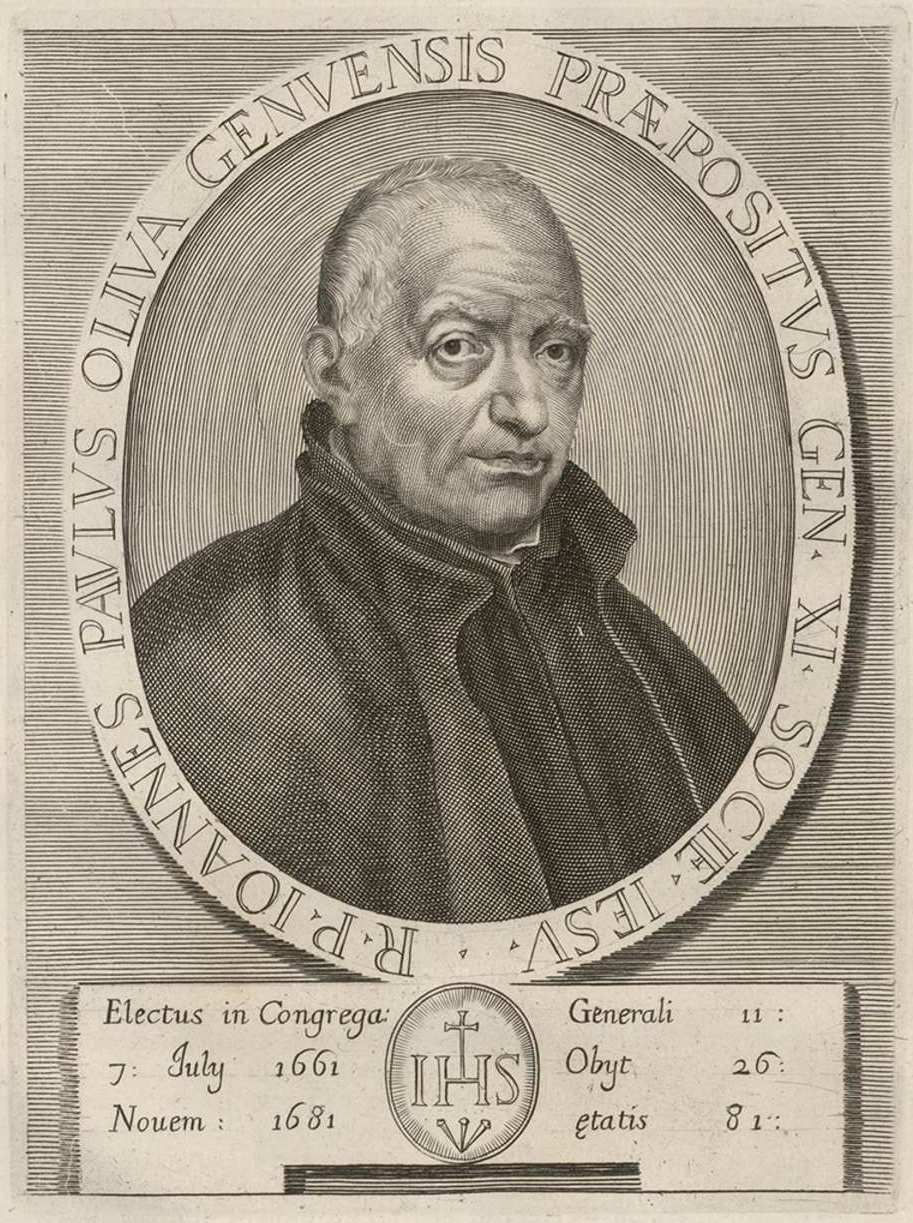
Giovanni Paolo Oliva. Grabado de Arnold van Westerhout para los Ritratti de' prepositi generali della Compagnia di Gesù delineati, ed incisi da Arnaldo Van Westherhout, Roma, 1748. Biblioteca Nacional de España.

Giovanni Paolo Oliva (Génova, 4 de octubre de 1600-Roma, 26 de noviembre de 1681) fue el 11º General de la Compañía de Jesús.

## Biografía
Oliva nació en Génova en 1600 e ingresó en la Compañía de Jesús en 1616. Predicador del Palacio Apostólico bajo los papas Inocencio X, Alejandro VII, Clemente IX y Clemente X. En 1661, con motivo de la enfermedad del general Goschwin Nickel, la congregación general XI le eligió vicario general con derecho de sucesión (hecha en 1664). Su fin era acabar con todas las causas de controversia entre los jesuitas y otras órdenes religiosas. Extendió y aumentó las misiones, especialmente en Japón. Los problemas principales durante su gobierno fueron el quietismo, el galicanismo y la disputa de los ritos. Recordando lo que había pasado al cardenal Sforza Pallavicino, Oliva imprimió mil de sus cartas, para que no fuesen impresas por otros y evitar fuesen malinterpretadas.

## Obras
- Prediche dette nel Palazzo Apostolico, 3 volúmenes, Roma 1659-1674
- Quaranta sermoni in varii luoghi sacri di Roma, Roma 1670
- Sermoni domestici, 10 volúmenes, Roma 1670-1682
- In selecta Scripturae loca ethicae commentationes, 6 volúmenes, Lyon 1677-1670.